# Martina Orožen
Martina Orožen [martína oróžən], slovenska jezikoslovka, * 12. oktober 1931,  Turje nad Hrastnikom, † 11. maj 2025, Loka pri Zidanem Mostu.

## Življenje in delo
Martina Orožen je leta 1957 diplomirala na ljubljanski Filozofski fakulteti iz slovenskega jezika s književnostjo in iz primerjalnega slovanskega jezikoslovja ter prav tam leta 1966 tudi doktorirala z disertacijo Razvoj futuralno-modalnih gramatičnih oblik v knjižni slovenščini od 16. do 19. stoletja. Na ljubljanski FF je postala leta 1957 asistentka, 1972 docentka, 1977 izredna in 1984 redna profesorica za zgodovinsko slovnico in dialektologijo slovenskega jezika (do upokojitve 1996). Leta 2001 je prejela zlato plaketo ljubljanske univerze, 2016 pa je bila imenovana še za njeno zaslužno profesorico; prejela je tudi nagrado Škrabčeve ustanove. Bila je častna občanka Občine Hrastnik. 
Znanstveno se je izpopolnjevala na Poljskem in v Avstriji, tam je bila tudi lektorica za slovenski jezik. Kot gostujoča profesorica je predavala na več univerzah v Avstriji, na Poljskem, Slovaškem in Češkem.
Kot raziskovalka se je posvetila zgodovinskemu razvoju oblikoslovnih, skladenjskih in besediščnih sestavov slovenskega (knjižnega) jezika od Brižinskih spomenikov do sredine 19. stoletja.